# Нидерландско-российские отношения
Нидерландско-российские отношения  — двусторонние отношения между Королевством Нидерландов и Российской Федерацией. Начались около 1000 года и получили официальное оформление в 1613 году. За время претерпели изменения, отражающие события в политической и экономической жизни государств-преемников России и Нидерландов.
Нидерланды имеют посольство в Москве, генеральное консульство в Санкт-Петербурге и консульство в Южно-Сахалинске. Россия имеет посольство в Гааге.

## Начало торговых контактов
Первые торговые связи между голландцами и русскими были зафиксированы летописями уже около 1000 года. Некоторые клады, найденные археологами вдоль великих русских рек, впадающих в Балтийское и Чёрное моря, которыми пользовались голландцы, включали в себя и фризские монеты. Восточные славяне уже в XIII в. поставляли зерно жителям таких крупных нидерландских городов, как Амстердам, Брюгге, Гент, Антверпен, Мидделбург и Ставерен. Впрочем, кроме торговых заметок, знания обоих народов друг о друге долгое время были очень скудны.

## Начало политических контактов
Первые регулярные контакты с Голландией начались в период правления Ивана Грозного (1547—1584), когда голландские купцы вслед за своими конкурентами англичанами впервые появились в Архангельске, используя северный морской путь. Голландскими мореходами составлены первые морские путевые карты региона. С 1594 по 1597 годы были совершены три северные экспедиции Виллема Баренца. В России голландцы закупали лён, меха, пшеницу, овёс, просо, горох, коноплю, лес и проч. сырьё. В 1640 году амстердамская фирма «Бонтемантел», которой руководил будущий бургомистр Амстердама Андрис Биккер (в честь него ныне названа улица, на которой расположено посольство России в Нидерландах), выдала такие большие кредиты для скупки русской пушнины, что в 1641 году она была полностью раскуплена, превратившись в дефицитный товар.

## Официальное закрепление
В 1613 году русские послы Степан Ушаков и Семён Заборовский посетили Нидерланды и вручили принцу Морицу Оранскому грамоты от русского царя Михаила Фёдоровича, которые извещали голландскую сторону о вступлении последнего на престол и просили Нидерланды о помощи против польской агрессии. В 1615 году, в период польско-шведской интервенции в Россию, Нидерланды действительно предложили русской короне свою дипломатическую помощь. Дипмиссия Нидерландов, прибывшая в Великий Новгород, способствовала заключению мира со Шведским королевством. В 1631 году голландским Генеральным Штатам было дано разрешение иметь своего резидента (посла) в России, хотя этим правом они воспользовались только в 1678 году. Первым постоянным послом Нидерландов в Москве, и третьим по счёту после шведского и польского послов, стал Йохан ван Келлер.

## Контакты эпохи Петра I
Наиболее активно российско-нидерландские отношения развивались в петровские времена. В 1696 году молодой российский царь Пётр I отправил в Нидерланды, Англию, Венецию и Австрию своё Великое посольство из 200 человек. Император и сам отправился вместе с ним с документами на имя унтер-офицера Петра Михайлова. Впервые в российской истории царь совершил путешествие за границу. Интересно, что инкогнито царя формально соблюдалось, однако его легко было узнать по гигантскому росту и характерному подёргиванию лица. Царь желал получить в лице Нидерландов и других христианских стран союзника в борьбе с Османской империей, а также набраться опыта в строительстве флота. В 1699 году с целью укрепления отношений России и Голландии Петром было учреждено постоянное дипломатическое представительство России в Голландии, назначен чрезвычайный и полномочный посол России в Гааге Андрей Артамонович Матвеев.

## Наполеоновский период
Во времена французской оккупации в Голландии воцарился брат Наполеона Людовик. В июле 1810 года Наполеон, недовольный своим братом, слабо соблюдавшим континентальную систему, присоединил Голландию к Франции. Участие русских войск в освобождении Нидерландов в 1813 году от наполеоновского господства было с благодарностью воспринято голландцами. В июле 1814 года Амстердам посетил Александр I, встреченный как освободитель. Русский император сыграл важную роль в становлении суверенного нидерландского государства в той его форме, в которой оно сохранилось и по сей день – сначала как военачальник, а потом за столом переговоров с руководителями других великих держав. В начале XIX века Нидерланды превратились в монархию под властью дома Оранских. 

## Анна Павловна
Особое место в истории российско-нидерландских отношений занимает личность Великой княгини Анны Павловны – дочери российского императора Павла I, младшей сестры императора Александра I.  
Французский император Наполеон I Бонапарт просил у императора Александра I руки его младшей сестры Анны Павловны в 1807 и повторно в 1809 году. Российский император дал уклончивый ответ. В 1816 году великая княгиня Анна Павловна вступила в брак с нидерландским наследным принцем Оранским Виллемом, которому Александр Пушкин посвятил известную оду «Принцу Оранскому».  
Молодая супруга сразу же приступила к изучению нидерландского языка, истории страны, её культуры. В честь рождения первенца Виллем подарил Анне домик Петра I, в котором тот жил во времена Великого посольства. По приказу Анны ветхий деревянный дом обнесли каменным футляром. 
Бельгийская революция 1830 года привела к отделению Южных провинций от Объединённого королевства Нидерландов и возникновению независимого Королевства Бельгия. Из-за противоречий между Нидерландами и этим новым государством Анна и Виллем были вынуждены покинуть Брюссель. 19 апреля 1839 года с участием России был ратифицирован Лондонский договор, урегулировавший окончательное отделение Бельгии от Нидерландов. В 1840 году король Нидерландов Виллем I отрёкся от престола, и Анна Павловна с супругом стали новыми королём и королевой. 
Жители Нидерландов чтят память об Анне Павловне, в её честь названы город, польдер, площадь и одна из улиц Гааги, ей установлены памятники в исполнении российского скульптора Александра Таратынова.
Фамильные бриллианты, которые Анна Павловна передала для изготовления короны её супруга Виллема II, до сих пор украшают королевскую регалию. Нынешний Король Нидерландов Виллем-Александр – прямой потомок Анны Павловны. 

## Дуэль Пушкина с Дантесом
В 1837 году отношения России и Нидерландов были омрачены смертью Александра Пушкина, который был смертельно ранен в 1837 году в ходе дуэли с Дантесом - французом, приёмным сыном голландского посланника барона ван Геккерена. Обоим пришлось покинуть Россию. В центральном архиве Гааги хранится дело «Д'Антес-Пушкин» 1836-37 годы, в котором находится секретная переписка Геккерена с голландским МВД и другие материалы.   

## В преддверии Первой мировой войны
В 1899 году по инициативе российского императора Николая II в состоялась первая мирная конференция в Гааге, где за одним столом собрались представители более 60 стран. Целью конференции была разработка многосторонних соглашений в области обеспечения мира и ограничения вооружений. На первой мирной конференции родилась идея Дворца мира, который был построен в Гааге в 1907-1913 годы. В 1908 году Николай II подарил будущему дворцу яшмовую вазу весом более трех тонн, украшенной гербом семьи Романовых. Надпись на французском языке на пьедестале гласит: «Don de s. m. l’emperevr de Russie Nicolas II» – Подарок его величества императора России Николая II.
Вторая мирная конференция прошла в Гааге в 1907, третья Гаагская конференция была запланирована на 1915 год, но не состоялась в связи с Первой мировой войной. 

## Советский период
Нидерланды входили в такие структуры как НАТО и ЕЭС с момента их основания (1949 и 1957 год соответственно), что делало отношения с СССР холодными. Известно как минимум об одних нидерландско-советских переговорах на высшем уровне. Они состоялись в июле 1964 года в Москве. Со стороны Нидерландов в них принимал участие тогдашний министр иностранных дел, будущий генеральный секретарь НАТО Йозеф Лунс, со стороны СССР - его коллега Андрей Громыко и первый секретарь ЦК КПСС, председатель Совета министров Никита Хрущёв.
В Гааге находится улица Рейгана и Горбачёва, названа так в 2016 году как жест признания вклада двух мировых лидеров в окончание Холодной войны.

## Постсоветский период
После прекращения существования СССР взаимоотношения Нидерландов и России были достаточно хорошими, однако в 2000-е и 2010-е годы они сильно осложнились.
В 1993 году министры экономики двух стран (Андрей Нечаев и Коос Андриессен) совместно с премьер-министром Нидерландов Руудом Любберсом договорились об оказании технической помощи западных стран и самих Нидерландов в развитии российских банковской и кредитно-финансовой систем.
Министр иностранных дел Российской Федерации Андрей Козырев посещал Нидерланды в июне 1995 года, где договаривался о развитии взаимовыгодного сотрудничества между двумя странами и о создании новой модели безопасности в Европе.
В марте 1997 года Вим Кок вместе с Главой комиссии ЕС Жаком Сантером посетили Москву, чтобы провести переговоры с Борисом Ельциным, в ходе которых представители Запада надеялись на то, что Россия не будет препятствовать расширению НАТО на Восток, но в то же время станет полноправным партнёром Европейского союза, также России было обещано скорое вступление во Всемирную торговую организацию.
В октябре 1997 года российский премьер-министр Черномырдин вместе с правительственной делегацией посетил Нидерланды с целью подписать соглашение о воздушном сообщении, соглашение о сотрудничестве между министерствами юстиции двух стран и совместное заявление министерств иностранных дел по двусторонним договорным отношениям. Помимо этого, он принял участие в экономическом круглом столе представителей российских и нидерландских деловых кругов, встретился с Вимом Коком, министром экономики Нидерландов, председателями палат Генеральных Штатов и другими официальными лицами.

## Современное состояние российско-голландских отношений
В декабре 2004 года в Гааге прошёл саммит Россия — Евросоюз, после его завершения Ян Петер Балкененде и Владимир Путин пришли к выводу о том, что эта встреча поспособствовала дальнейшему продвижению конструктивного диалога.
Руководством России и Нидерландов 2013 год был назначен совместным годом, т.е. Годом России в Нидерландах и Нидерландов в России. Совместный год был открыт 8 апреля 2013 года в Амстердаме Президентом Путиным и Королевой Беатрикс, закрыт 8 ноября того же года в Москве Президентом России и вступившим на голландский престол Королём Виллемом-Александром. 
Долгое время Нидерланды традиционно являлись одним из ключевых торговых партнеров России, вместе с Китаем и Германией входили в тройку стран, с которыми Россия имеет наибольшие объемы торговли.
С 2014 года российско-нидерландские отношения переживают кризис. Ключевые разногласия касаются подходов к анализу ситуации на Украине, а также расследованию обстоятельств крушения рейса МН17 «Малайзийских авиалиний» в небе над Донбассом 17 июля 2014 года.
26 октября 2021 Апелляционный суд Амстердама постановил, что скифское золото, вывезенное из музеев Крыма должно быть передано Украине, что поставило под вопросом дальнейший культурный обмен между Россией и Нидерландами.   
Распоряжением Правительства Российской Федерации от 5 марта 2022 года Нидерланды внесены в перечень иностранных государств и территорий, совершающих в отношении России, российских юридических и физических лиц недружественные действия.
1 апреля 2022 года посольство Нидерландов в Москве сократило часть своей деятельности, в том числе отозвав своего посла, оставив вместо этого своего временного поверенного. Генеральное консульство королевства в Санкт-Петербурге временно приостановило свою работу.
В 2023 году комплекс Эрмитаж Амстердам прекратил сотрудничество с Эрмитажем в Санкт-Петербурге, был переименован в H'Art Museum.
С декабря 2023 года чрезвычайным и полномочным послом Российской Федерации в Нидерландах и постоянным представителем Российской Федерации при Организации по запрещению химического оружия по совместительству является Владимир Тарабрин. Послом Королевства Нидерландов в России от сентября 2024 года назначена Йоаннеке Балфоорт. 